# Ольденбургский диалект
Ольденбургский диалект (нем. Oldenburger Platt) — диалект немецкого языка, принадлежит к нижнесаксонским диалектам. Распространён на территории Ольденбурга.
В составе ольденбургского выделяют:
- Североольденбургский диалект (Ольденбург, Дельменхорст, Аммерланд, Везермарш, южная часть Фрисландии)
- Южноольденбургский диалект (Ольденбургский Мюнстерланд)
- Еверландский диалект (Фрисландия, Вильхельмсхавен)